# Jean Friess
Pour les articles homonymes, voir Friess.
 (mars 2012).
Si vous disposez d'ouvrages ou d'articles de référence ou si vous connaissez des sites web de qualité traitant du thème abordé ici, merci de compléter l'article en donnant les références utiles à sa vérifiabilité et en les liant à la section « Notes et références ».
Jean Friess, né à Nancy le 4 février 1902 et mort fusillé le 23 mai 1944 à Louisbourg, est un résistant français.

## L'homme
Né à Nancy en 1902 d’une mère lorraine et d’un père alsacien, Jean Friess a douze ans à la déclaration de guerre 1914-1918. L’armée allemande menaçant Nancy, sa mère le confie à une famille amie, qui se replie dans une maison, au numéro 41 de la rue Jean-Jaurès à Saint-Jean-de-la-Ruelle près d’Orléans (Loiret). Jean Friess devient alors l’ami des enfants : Maurice, Marie, Pierre et Geneviève qu’il épousera en 1926.

## Le Résistant
Dès 1940, Jean Friess s’engage dans la Résistance intérieure française. Il rejoint en 1942 le réseau Alliance spécialisé dans la recherche et la transmission de renseignements militaires. Dénoncé par un agent double, il est arrêté dans la nuit du 22 au 23 septembre 1943. Condamné à mort par le tribunal militaire du grand Reich, il est fusillé le 23 mai 1944 à Louisbourg en criant « Vive la France ». Ce n’est qu’en juin 1945 que sa famille apprendra son décès.

## La maison
Son épouse, Geneviève Mercier et ses trois filles occupent la maison rue Jean-Jaurès pendant quelques années, puis celle-ci est prêtée à la petite-fille de Jean Friess, Hélène Nouvellon. 
Geneviève y demeure jusqu’en 2002, date de son décès à 101 ans.

## Le parc
Le jardin de la maison de Jean Friess est aujourd’hui un parc public portant son nom, inauguré le 30 juin 2007 par Christophe Chaillou, conseiller général maire.